# 色部清長
色部 清長（いろべ きよなが）は、江戸時代前期の米沢藩士。武田信玄は清長の曽祖父に当たる。
万治2年（1659年）、姉婿・色部利長の家督を相続するも、寛文6年（1666年）5月11日、19歳で夭折した。
家督は同じく姉の嫁ぎ先の長尾景光の次男・安長が相続した。